# Balaguier-d’Olt
Balaguier-d’Olt – miejscowość i gmina we Francji, w regionie Oksytania, w departamencie Aveyron. W 2013 roku populacja gminy wynosiła 153 mieszkańców. Przez teren gminy przepływa rzeka Lot. 